# Gusten Lindberg
Wilhelm Mauritz Gustaf "Gusten" Lindberg, född 25 april 1852 i Stockholm, död 15 april 1932 i Solna, var en svensk skulptör.

## Biografi
Gusten Lindberg var son till sjökaptenen Wilhelm Lindberg och Maria Lovisa Norrman. Han började som lärling hos Henrik Nerpin och elev till Frithiof Kjellberg. Han ingick i den grupp svenska konstnärer som reste till Paris på 1880-talet, där han påverkades av modern, fransk skulptur. Han vistades i Paris 1881–1889, där han lärde känna skulptören Per Hasselberg.
Med bland andra Ernst Josephson, Carl Larsson, Eugène Jansson och Richard Bergh ingick han i den kritiska kretsen Opponenterna.
Ett av Gusten Lindbergs mera kända verk är kvinnofiguren Dimman som ursprungligen skapades 1885 i gips i Paris. År 1889 fick han en guldmedalj på världsutställningen i Paris för den. År 1904 högg han en marmorvariant av Dimman som ägs av Nationalmuseum. Först därefter göts "Dimman" som bronsskulptur, som donerades till Stockholms stad av Fredrik Hagström. År 1910 restes den på Strömparterren. Ett andra bronsexemplar köptes av göteborgskrögaren Sophus Petersen, placerades 1914 i Lorensbergsparken i Göteborg och stod där fram till 1964. Numera står den på Trädgårdsföreningen.
Bland övriga verk kan nämnas Vågen (1883, Nationalmuseum), bronsstayetten "Johannes döparen" till dopfunden för Johannes kyrka, Stockholm (1890), Morgonen, Aftonen och fontängruppen Neptunus, alla tre för Hallwylska palatset (1896), samt Komedien (1907, på Dramatiska Teatern). Lindbergs nära kontakt med Per Hasselberg förde med sig att han efter Per Hasselbergs död utförde dennes staty Näckrosen i marmor.
Lindberg är representerad vid Nationalmuseum, Östersunds museum, Värmlands museum, Göteborgs konstmuseum och Hallwylska palatset.

## Fotogalleri

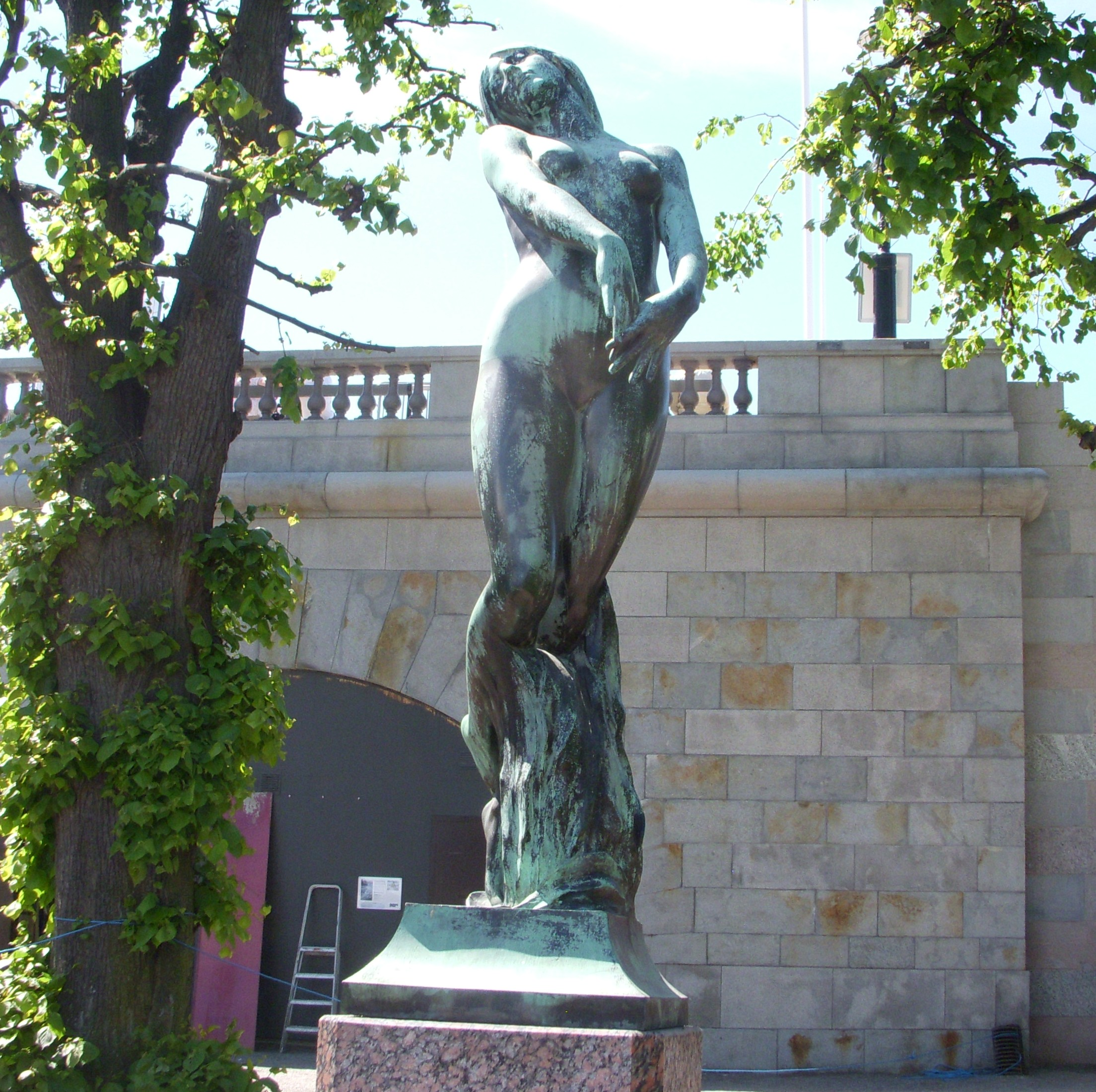
Dimman på Strömparterren i Stockholm.
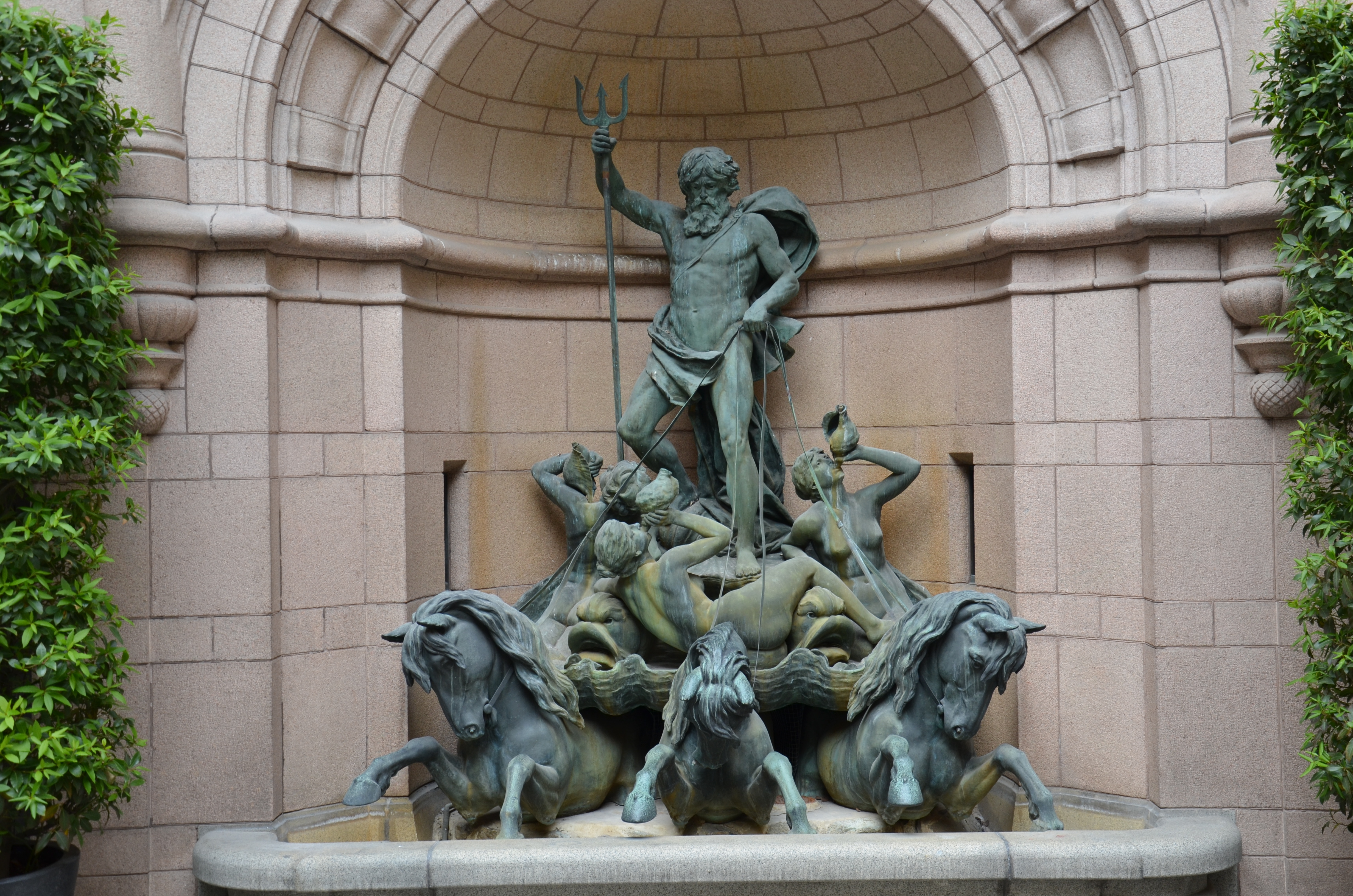
Neptunus på Hallwylska museets gård i Stockholm.
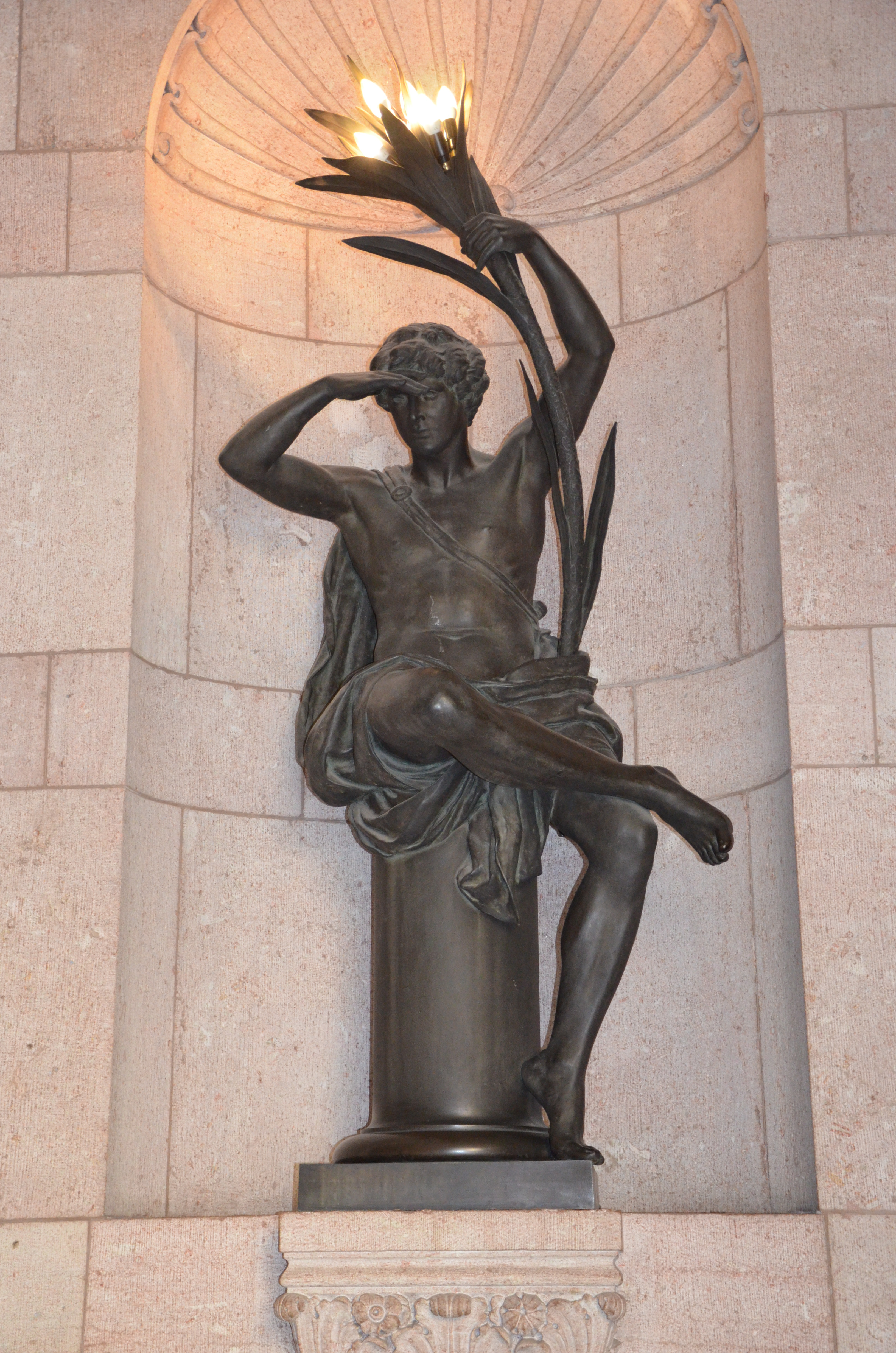
Morgonen vid entrédörren till Hallwylska museet i Stockholm.
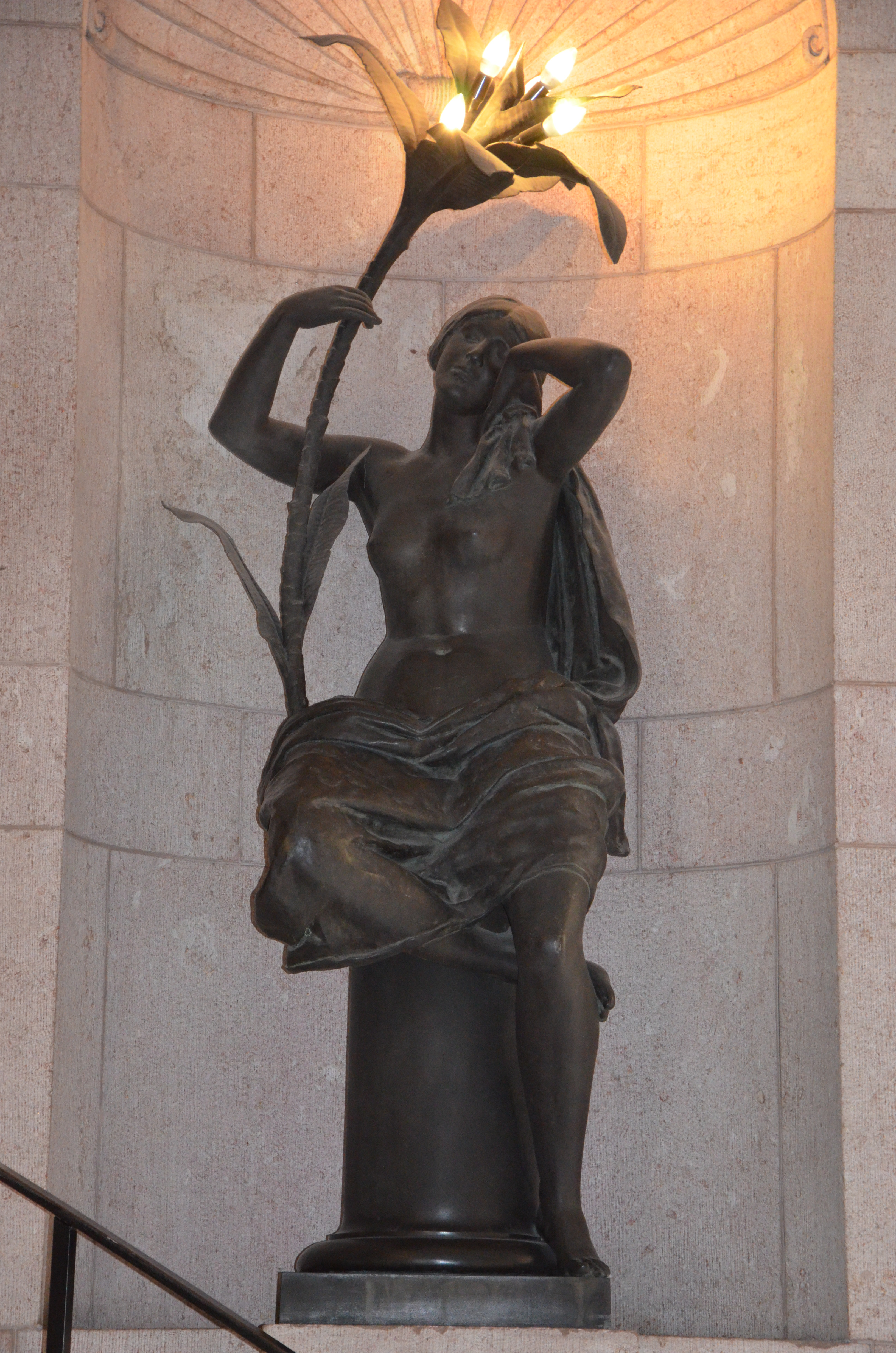
Aftonen vid entrédörren till Hallwylska museet i Stockholm.
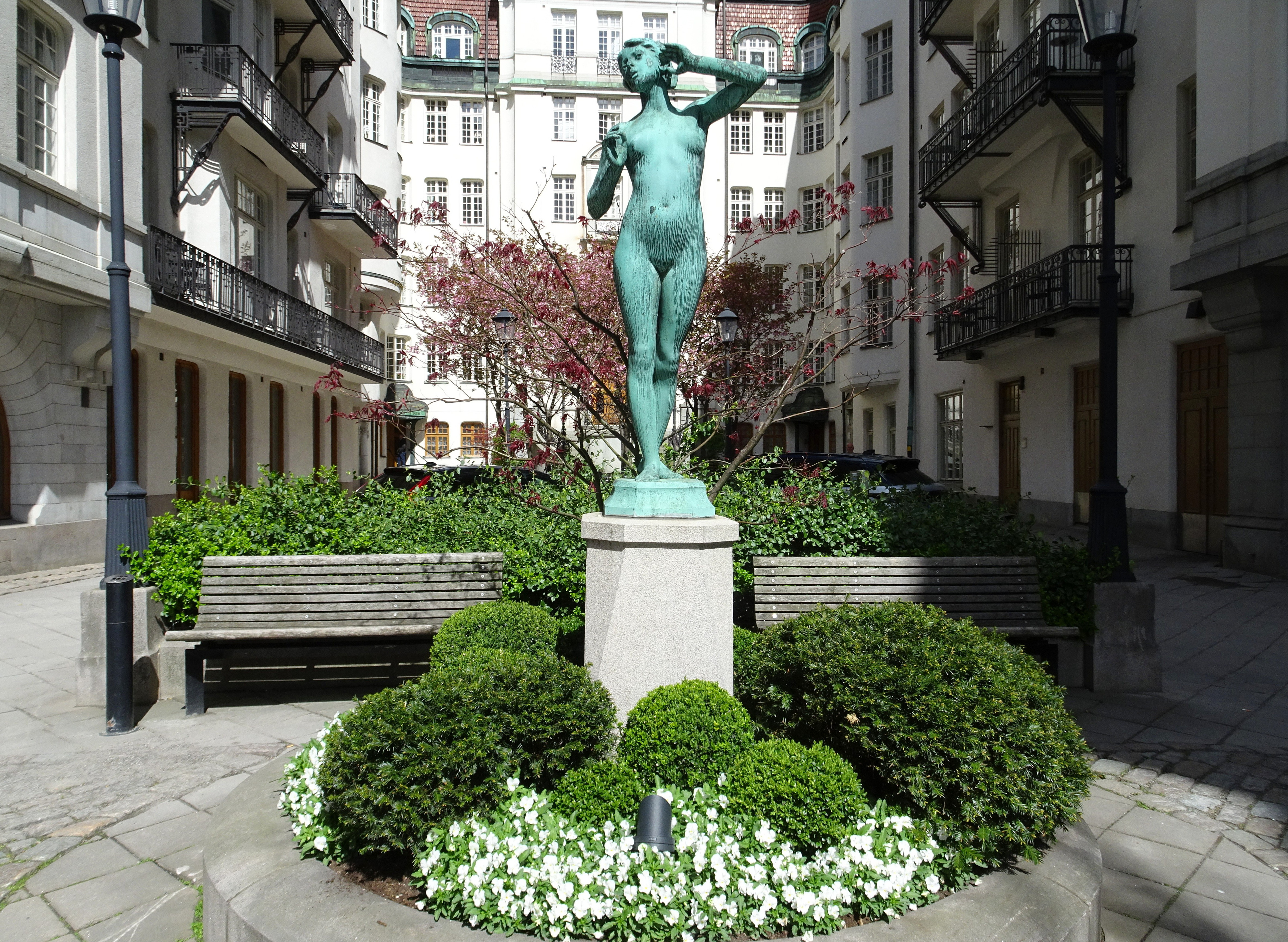
Eco på innergården Strandvägen 7, Stockholm.